# 오토루트 23호선

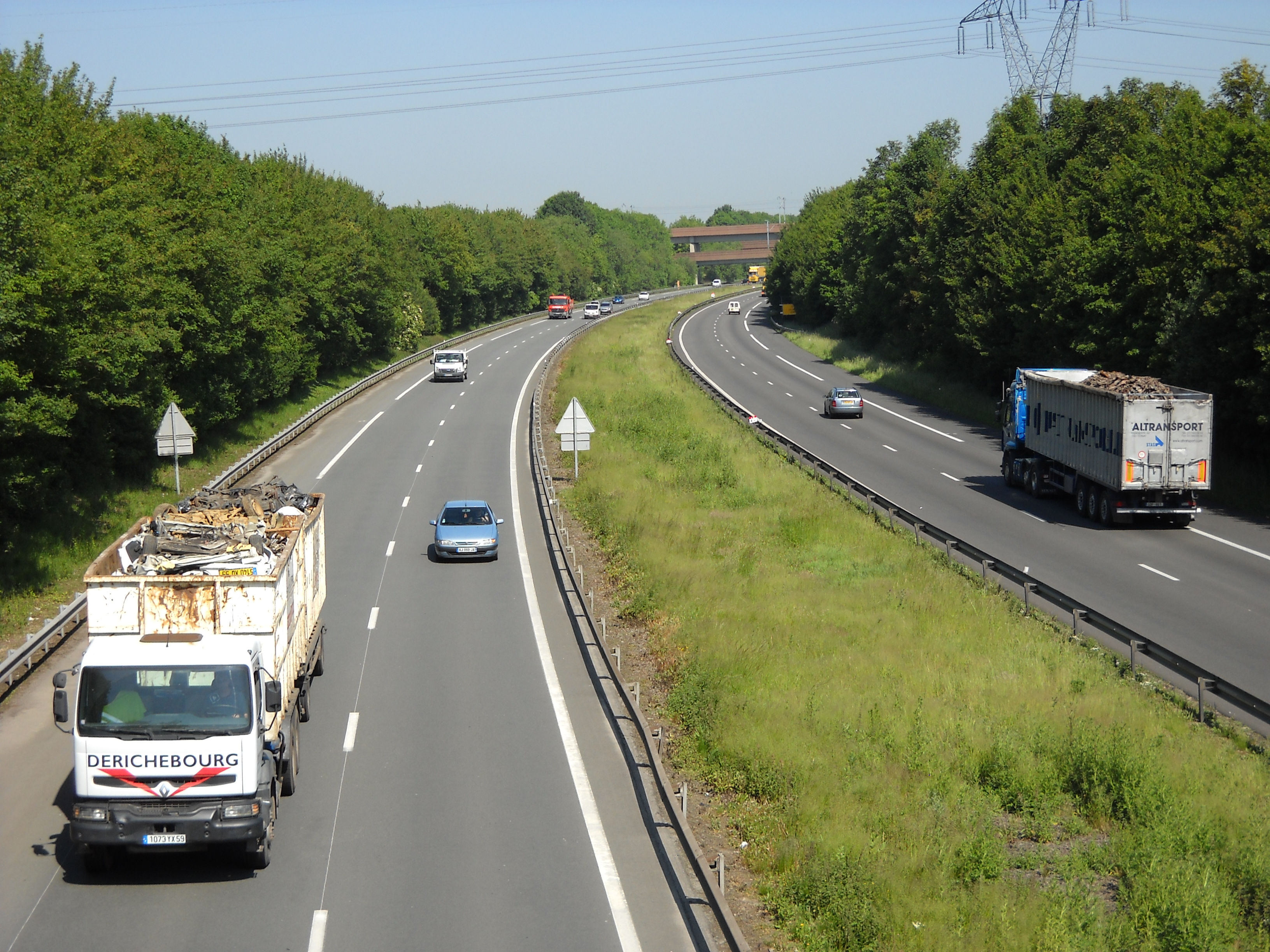
오토루트 23호선

오토루트 23호선(프랑스어: A23 autoroute)은 프랑스의 릴에서 발랑시엔까지 이르는 오토루트로 총 연장은 약 43km이다. 그러나 해당 도로는 릴의 서북부 및 동북부에서 발랑시엔까지 오토루트 1호선과 오토루트 2호선을 쉽게 연결시키는 도로이기도 하다. 또한 오토루트 27호선을 이용하면 벨기에의 브뤼셀까지 연결 가능하다.